# Vittorio Monti
Vittorio Monti (phát âm IPA: /viˈtɔrioʊ ˈmɑnti/, tiếng Việt: Vi-tô-ri-ô Môn-ti) là nghệ sĩ vĩ cầm (violin), nghệ sĩ đàn măng-đô-lin (mandolin), cũng là nhà soạn nhạc và nhạc trưởng người Ý. Ông được nhắc tới do các nhạc phẩm của mình, nhất là bản nhạc Csárdás.

## Cuộc đời
Ông sinh ngày 6 tháng 1 năm 1868 tại Napoli (Naples).
Ông học vĩ cầm ở Nhạc viện San Pietro (Conservatorio di San Pietro a Majella) với nghệ sĩ vĩ cầm người Ý là Pinto; học sáng tác nhạc với thầy là nhạc sĩ người Ý là Paolo Serrao. Sau đó, ông nâng cao trình độ biểu diễn vĩ cầm nhờ nghệ sĩ Camillo Sivori, là học trò trực tiếp của thiên tài âm nhạc Niccolò Paganini.
Cuối thế kỉ XVIII, ông sang Pháp. Vào khoảng năm 1900, ông được bổ nhiệm làm nhạc trưởng của dàn nhạc Lamoureux (Lamoureux Orchestra) ở thủ đô Pháp Paris. Đây là dàn nhạc giao hưởng Pháp, nổi tiếng thời đó, địa điểm ở Tòa thị chính của quận 4, Paris thời đó, thường biểu diễn ở nhà hát Champs-Élysées (Théâtre des Champs-Élysées) do Charles Lamoureux thành lập năm 1881 ở Paris. Dàn nhạc này đã đóng một vai trò quan trọng trong đời sống âm nhạc Pháp, trong đó có công diễn các tác phẩm nổi tiếng của Claude Debussy, Maurice Ravel và Richard Wagner.
Vittorio Monti qua đời tại 20 tháng 6 năm 1922 cũng tại quê nhà Napoli, thọ 54 tuổi

## Sự nghiệp
Trong thời gian làm việc tại dàn nhạc Lamoureux, Monti đã sáng tác nhiều bản nhạc vũ kịch (ballet), nhạc kịch (opera) vv, trong đó có:
- Vở "Perle Brillante" (Viên ngọc sáng),
- Vở "Dans Una Gondola" (Trong thuyền),
- Vở "Au Petit Jour" (Ngày ngắn ngủi),
- Vở "Noël de Pierrot", [[scores:Noël de Pierrot (Monti, Vittorio)|"Giáng sinh của Pierrot" [2]
- Vở "Mam'zelle Frétillon" (Quý bà Frétillon) được tặng giải thưởng Teatro Costanzi ở Roma.[3]

Ông còn viết sách "Petite Méthode pour Mandoline" (hướng dẫn học Mandoline)
Tác phẩm nổi bật nhất của ông là Csárdás thường được gọi là "Trắc-đát của Monti" sáng tác năm 1904, là một bản nhạc giàu sức sống, hơn 110 năm nay vẫn lưu truyền và phổ biến rộng rãi ở nhiều nước, trong đó có Việt Nam.